# Notre-Dame-des-Millières
Notre-Dame-des-Millières é uma comuna francesa na região administrativa de Auvérnia-Ródano-Alpes, no departamento de Saboia. Estende-se por uma área de 10,35 km². Em 2010 a comuna tinha 1 056 habitantes (densidade: 102 hab./km²).